# A.J.ラモス
アレハンドロ・ジュニア・ラモス（Alejandro Junior Ramos, 1986年9月20日 - ）は、アメリカ合衆国・テキサス州ラボック郡ラボック出身の元プロ野球選手（投手）。右投右打。

## 経歴

### プロ入りとマーリンズ時代
2009年のMLBドラフト21巡目（全体638位）でフロリダ・マーリンズから指名され、プロ入り。
2012年9月4日にメジャーデビューを果たした。この年は11試合に登板し、勝敗は付かなかったが防御率3.86、WHIP1.29という成績を記録。能力面では高い三振奪取能力を発揮し、91⁄3回で13個の三振を奪った。
2013年はリリーフ陣の一角に定着し、68試合に登板。3勝4敗、防御率3.15という成績を残した。奪三振能力は相変わらずで、奪三振率9.7をマークしたが、他方で与四球率が大幅に悪化して4.8となり、制球面での課題が見え隠れした。
2014年、2年連続で68試合に登板。四球を出すペースに拍車が掛かり、与四球率が6.0まで上昇したが、それを失点に繋げないピッチングを展開。7勝0敗、防御率2.11という圧倒的な成績を残し、大ブレークを果たした。
2015年は抑えに抜擢され、自己最多の71試合に登板、通算200試合登板にも達した。2勝4敗32セーブ、防御率2.30（ナショナルリーグ9位）という素晴らしい成績を残し、見事に期待に応えた。また、制球面でも大きな成長を見せ、与四球率3.3は自己ベストの数値だった。
2016年は、自身初のオールスターゲームに選出された。4年連続65試合以上となる67試合に登板し、1勝4敗40セーブ、防御率2.81という成績を記録した。セーブはナ・リーグ4位だった。ただ、与四球率が4.9まで上昇し、以前の制球難が再び顔をのぞかせた面もあった。

### メッツ時代
2017年7月28日にメランディ・ゴンザレス、リカルド・セスペデスとのトレードで、ニューヨーク・メッツへ移籍した。この年は2チーム合計で61試合に投げたが、与四球率が5.2と前年から更に上昇し、2勝4敗27セーブ、防御率3.99、WHIP1.42と成績を落とした。
2018年は28試合に登板して2勝2敗、防御率6.41、22奪三振を記録した。オフの10月29日にFAとなった。

### メッツ退団後
2019年はどの球団にも所属しなかった。
2020年7月2日にロサンゼルス・ドジャースとマイナー契約を結んだと報じられ、7日に正式公示された。8月28日に自由契約となった。
その後、8月30日にシカゴ・カブスとマイナー契約を結んだが、9月3日に自由契約となった。

### ロッキーズ時代
2020年9月4日にコロラド・ロッキーズとマイナー契約を結んだ。9月19日にメジャー契約を結んでアクティブ・ロースター入りした。オフの10月28日にFAとなった。

### エンゼルス時代
2021年3月26日にロサンゼルス・エンゼルスとマイナー契約を結んだ。シーズンでは5月のマイナーリーグ開幕から傘下のAAA級ソルトレイク・ビーズでプレーし、42試合に登板して0勝2敗2セーブ、防御率5.26、76奪三振を記録した。9月23日にメジャー契約を結んでアクティブ・ロースター入りした。オフの11月3日にFAとなった。
2022年3月16日にエンゼルスとマイナー契約で再契約を結んだ。しかし3月27日のオープン戦の試合で右肩を痛めて緊急降板、右肩関節唇損傷の重傷だった。今季中の登板は絶望的となり、4月に現役引退を表明した。

## 詳細情報

### 年度別投手成績
| 年 度    | 球 団    | 登 板 | 先 発 | 完 投 | 完 封 | 無 四 球 | 勝 利 | 敗 戦 | セ 丨 ブ | ホ 丨 ル ド | 勝 率 | 打 者 | 投 球 回 | 被 安 打 | 被 本 塁 打 | 与 四 球 | 敬 遠 | 与 死 球 | 奪 三 振 | 暴 投 | ボ 丨 ク | 失 点 | 自 責 点 | 防 御 率 | W H I P |
| -------- | -------- | ----- | ----- | ----- | ----- | -------- | ----- | ----- | -------- | ----------- | ----- | ----- | -------- | -------- | ----------- | -------- | ----- | -------- | -------- | ----- | -------- | ----- | -------- | -------- | ------- |
| 2012     | MIA      | 11    | 0     | 0     | 0     | 0        | 0     | 0     | 0        | 1           | ----  | 40    | 9.1      | 8        | 2           | 4        | 0     | 1        | 13       | 0     | 0        | 4     | 4        | 3.86     | 1.29    |
| 2013     | MIA      | 68    | 0     | 0     | 0     | 0        | 3     | 4     | 0        | 11          | .429  | 338   | 80.0     | 58       | 4           | 43       | 3     | 2        | 86       | 1     | 0        | 32    | 28       | 3.15     | 1.26    |
| 2014     | MIA      | 68    | 0     | 0     | 0     | 0        | 7     | 0     | 0        | 20          | 1.000 | 270   | 64.0     | 36       | 1           | 43       | 7     | 3        | 73       | 7     | 0        | 16    | 15       | 2.11     | 1.23    |
| 2015     | MIA      | 71    | 0     | 0     | 0     | 0        | 2     | 4     | 32       | 4           | .333  | 277   | 70.1     | 45       | 6           | 26       | 0     | 3        | 87       | 2     | 0        | 18    | 18       | 2.30     | 1.01    |
| 2016     | MIA      | 67    | 0     | 0     | 0     | 0        | 1     | 4     | 40       | 2           | .200  | 278   | 64.0     | 52       | 1           | 35       | 3     | 4        | 73       | 6     | 0        | 21    | 20       | 2.81     | 1.36    |
| 2017     | MIA      | 40    | 0     | 0     | 0     | 0        | 2     | 4     | 20       | 0           | .333  | 171   | 39.2     | 30       | 4           | 22       | 1     | 2        | 47       | 4     | 0        | 17    | 16       | 3.63     | 1.31    |
| 2017     | NYM      | 21    | 0     | 0     | 0     | 0        | 0     | 0     | 7        | 1           | ----  | 87    | 19.0     | 19       | 3           | 12       | 0     | 0        | 25       | 3     | 0        | 10    | 10       | 4.74     | 1.63    |
| '17計    | NYM      | 61    | 0     | 0     | 0     | 0        | 2     | 4     | 27       | 1           | .333  | 258   | 58.2     | 49       | 7           | 34       | 1     | 2        | 72       | 7     | 0        | 27    | 26       | 3.99     | 1.42    |
| 2018     | NYM      | 28    | 0     | 0     | 0     | 0        | 2     | 2     | 0        | 7           | .500  | 88    | 19.2     | 17       | 3           | 15       | 0     | 0        | 22       | 1     | 0        | 14    | 14       | 6.41     | 1.63    |
| 2020     | COL      | 3     | 0     | 0     | 0     | 0        | 0     | 0     | 0        | 0           | ----  | 15    | 2.2      | 4        | 1           | 3        | 0     | 0        | 1        | 0     | 0        | 1     | 1        | 3.38     | 2.63    |
| 2021     | LAA      | 4     | 0     | 0     | 0     | 0        | 0     | 0     | 0        | 0           | ----  | 16    | 4.2      | 0        | 0           | 2        | 0     | 0        | 3        | 0     | 0        | 0     | 0        | 0.00     | 0.43    |
| MLB：9年 | MLB：9年 | 381   | 0     | 0     | 0     | 0        | 17    | 18    | 99       | 46          | .486  | 1580  | 373.1    | 269      | 25          | 205      | 14    | 15       | 430      | 24    | 0        | 133   | 126      | 3.04     | 1.27    |

- 2021年度シーズン終了時

### 記録
- MLBオールスターゲーム選出：1回（2016年）

### 背番号
- 44（2012年 - 2017年7月27日、2017年8月21日 - 2018年、2021年）
- 40（2017年7月30日 - 同年8月20日）
- 51（2020年）